# ایزابل دورانت
ایزابل دورانت (انگلیسی: Isabel Durant؛ زادهٔ ۲۱ دسامبر ۱۹۹۱) که با نام ایزی دورانت نیز شناخته می‌شود بازیگر و رقصنده اهل استرالیا است. وی از سال ۲۰۰۶ میلادی تاکنون مشغول فعالیت بوده است.
او بیشتر به خاطر ایفای نقش کاراکتر گریس ویتنی در آکادمی رقص (۲۰۱۲–۲۰۱۳) و کلر بردی در روزهای زندگی ما (۲۰۲۰–۲۰۲۱) به شهرت رسید.

## زندگی و حرفه

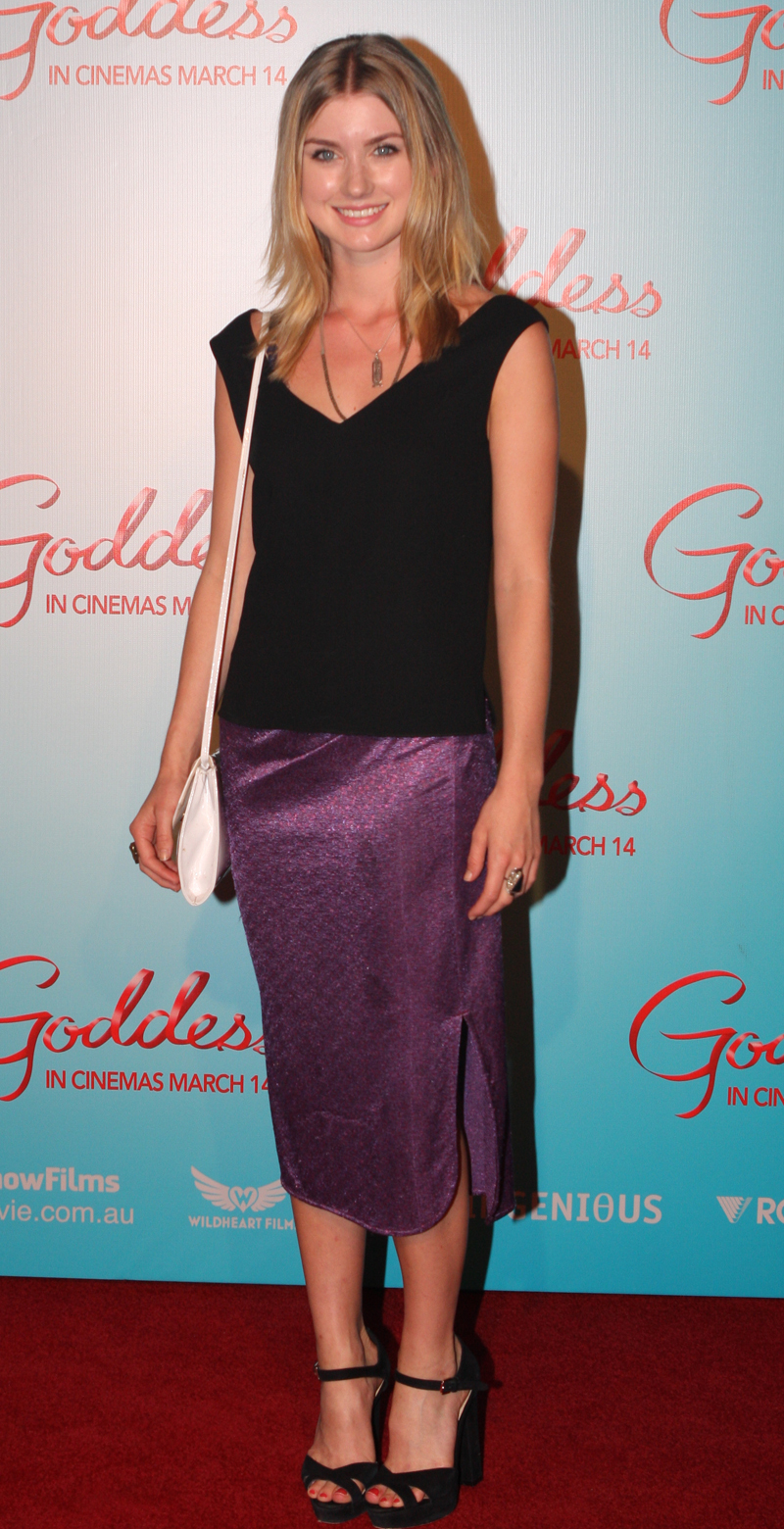
دورانت، مارس ۲۰۱۳

دورانت متولد ۲۱ دسامبر ۱۹۹۱ در سیدنی استرالیا است. او رقص را به طور جدی در سن ۱۵ سالگی، زمانی که در لورتو کیریبیلی دانشجو بود، آغاز کرد.
او در تست بازیگری سریال درام آکادمی رقص شرکت کرد و برای نقش دردسرساز گریس ویتنی در فصل دوم این سریال انتخاب شد، نقشی که تا فصل سوم این سریال نیز به ایفای آن ادامه داد.
در اوت ۲۰۲۰ اعلام شد که دورانت به جمع بازیگران مجموعه تلویزیونی روزهای زندگی ما پیوسته و نقش کلر بردی را ایفا می‌کند.

## فیلم‌شناسی
| سال       | عنوان                                                     | نقش         | یادداشت ها                                   |
| --------- | --------------------------------------------------------- | ----------- | -------------------------------------------- |
| ۲۰۱۲–۲۰۱۳ | آکادمی رقص                                                | گریس ویتنی  | نقش اصلی                                     |
| ۲۰۱۳      | کمپ (مجموعه تلویزیونی کمدی محصول مشترک آمریکا و استرالیا) | دِانا        | قسمت ها: "پایج را بگیرید"، "مکسور"، "جای شب" |
| ۲۰۱۷      | اين ما هستيم                                              | کلی         | قسمت اول                                     |
| ۲۰۱۸      | خود زندگی                                                 | شری دیکستین | فیلم                                         |
| ۲۰۲۰–۲۰۲۱ | روزهای زندگی ما                                           | کلر بردی    |                                              |